# Roque Bluffs
Roque Bluffs – miasto w Stanach Zjednoczonych, w stanie Maine, w hrabstwie Washington.